# 大井東村
大井東村（おおいひがしむら）は、岡山県久米郡にあった村。
現在の津山市中北下、宮部上、宮部下に当たる。

## 沿革
- 1889年6月1日 - 町村制施行に伴い、久米北条郡 中北下村、宮部上村、宮部下村が合併し、大井東村となる。大字宮部下に役場を置く。
- 1900年4月1日 - 久米北条郡が久米南条郡と合併し、久米郡となる。
- 1943年11月3日 - 久米郡大倭村と合併し、大東村となる。